# 팔레스타인 해방군
팔레스타인 해방군은 이집트의 알렉산드리아에서 개최된 1964년 아랍 연맹 회담 당시 팔레스타인 해방기구의 군사 조직으로 창립된 무장단체이다. 그러나 팔레스타인 해방기구는 이들을 효율적으로 통치하지 못했으며 이들은 시리아를 비롯한 주요 초청국이 이들을 통치하고 있다. 시리아 내전과 레바논 내전에 참전하였다.

## 같이 보기
- 아랍-이스라엘 분쟁
- 이스라엘-팔레스타인 분쟁
- 성전군